# Герасим Болдински
Герасим Болдински (рођ. Григорије; 1489, Переслављ Залески — 1. мај 1554, Болдин Тројицки манастир) — монах Руске православне цркве, оснивач Болдинског манастира код Дорогобужа и Жиздринског Тројичког манастира.
Рођен је 1489. године у Перејаслављу Заљеском . Провео 26 година у послушању код преподобног Данила Перејаславског, где је био обућар и по налогу настојатеља усрдно служио братији својим занатом. Око 1508. године је примио монашки постриг у Тројице Даниловом манастиру и у монаштву узео име Герасим . Он је ревносно вршио подвиге поста и молитве: узимао је храну другог или трећег дана, стално извршавао келијско правило, а понекад по сву ноћ стајао на молитви.
Много и много побожних лица обраћали су се за савет великом подвижнику. Али преподобни, жељан пустињачког усамљеништва и молитвеног тиховања, пређе у дивљу шуму, у Дорогобужком округу Смоленске епархије, где осим змија и звериња није било никога. Након посебног виђењу прешао је да живуи на Болдинској гори. Његов строг подвижнички живот привукао је ревнитеље побожности и он је на Болдиној гори подигао манастир .
Године 1535. Герасим и његов ученик Симеон долазе у Вјазму, где је касније основао манастир Јована Крститеља .
Герасим  је умро 1554. године. Његове свете мошти се чувају у цркви Болдинског манастира .